# Contrato de prenda
El contrato de prenda consiste en que una parte (el deudor) entrega una cosa mueble o inmueble (hay otras diferencias con la hipoteca) a la otra parte (el acreedor), con la finalidad de obtener una garantía y seguridad de un crédito, de tal manera que le otorga la posesión pignoraticia y con ello la facultad de retener la cosa empeñada y, en su caso, realizarla y pagarse preferentemente con el producto de dicha realización, si el deudor no cumple la obligación garantizada.
La cosa entregada no pasa a ser propiedad del acreedor, sino que su derecho es mucho más limitado en cuanto que sólo es posesorio en garantía, sin que pueda el acreedor apropiarse sin más de la cosa pignorada (prohibición del pacto comisorio).
Con la perfección del contrato de prenda nace, y se constituye, un derecho real de crédito sobre la cosa mueble entregada, por el cual el beneficiario puede vender la cosa para satisfacer su crédito sin importar el propietario de la misma (dado que el propietario, desde la constitución de la prenda hasta su ejecución puede haberla vendido).
Como medida de protección frente a terceros, la regulación de la prenda establece que el bien mueble objeto de la garantía pase a estar en posesión del acreedor. De esta forma, el deudor no puede venderlo a otro que desconociese la existencia de la carga, ni gravarlo en garantía de otros débitos, que hagan inviable su valor de realización. Para los casos de prenda sin desplazamiento son necesarios otros requisitos como la inscripción registral.

## Origen etimológico
Pignus en Roma era un contrato real (se perfeccionaba con la entrega de la cosa: datio rei), era causal, bonae fidei, accesorio, sinalagmático, imperfecto.
En las Partidas se trata indistintamente la prenda y la hipoteca bajo el nombre de peños (ley 1, título 13).

## Concepto
La prenda es un contrato en virtud del cual se constituye un derecho real sobre un bien mueble enajenable, para garantizar el cumplimiento de una obligación y su preferencia en el pago (Artículo 2856 Código Civil Federal).
La prenda, igualmente puede verse como un contrato o como un derecho real.
Los derechos reales considerados como numerus clausus, los hay de primero y segundo grado. Los primeros son cinco: La propiedad, El Usufructo, El Uso, La Habitación y la Servidumbre: los segundos son a prenda y la hipoteca.
Las características de los derechos reales de segundo grado, son el derecho de persecución y el de preferencia.

## Características del contrato de prenda
- Es un contrato típico, porque se encuentra reglamentado en la ley.
- Es un contrato unilateral, porque sólo nace la obligación para el acreedor de devolver la cosa dada en prenda. Sin embargo se convierte en un Contrato bilateral imperfecto porque genera derechos y obligaciones para ambas partes.
- Es un contrato accesorio, ya que garantiza una obligación principal.Su objeto debe ser un bien mueble.
- Es un contrato oneroso, porque reporta utilidad para ambas partes. Puede ser otorgada por el deudor o por un tercero (en garantía de un crédito ajeno).
- Es indivisible: hasta que la obligación principal no se cumple completamente, la obligación accesoria de garantía se mantiene.
- Es un contrato real, pues su perfección exige la entrega de la cosa. La regulación normalizada del contrato obliga a la entrega en posesión del bien mueble, pero puede también acordarse una prenda sin desplazamiento para cierto tipo de bienes, cuya entrega se lleva a cabo de modo simbólico, normalmente ligado a la inscripción en un registro público (Registro de Bienes Muebles).
- Se transmite la prenda a través del orden sucesivo de herencia.
- Su plazo es renovable cada 5 años.

## Clasificación
Existe el contrato de prenda civil, mercantil, administrativo, fiscal y el irregular.
- Mercantil. El Código de Comercio y la Ley General de Títulos y Operaciones de Crédito regulan diferentes tipos de prenda. Algunos créditos tienen como garantía natural la prenda sobre el activo fijo y en ocasiones sobre el circulante, como son los créditos refaccionarios y los de habitación y avío.
- Administrativo. Cuando se garantiza un crédito fiscal como prensa (Artículo 141, fracción II del Código Fiscal de la Federación)
- Fiscal. El Código Fiscal, en el artículo 141 establece.

"Los contribuyentes podrán garantizar el interés fiscal en alguna de las formas siguientes:
II. Prenda o Hipoteca."
- Irregular. Cuando se entregan bienes fungibles, en cuyo caso se convierte en traslativo de dominio, pues el acreedor regresa otros de la misma especie y calidad.

En España es posible el otorgamiento de una prenda (pignoración) sobre una póliza de seguro de vida según lo establecido en el artículo 99 de su Ley de Contrato de Seguro. Se usa, entre otras, para el cumplimiento por el arrendatario de sus obligaciones arrendaticias o para garantizar el pago de un préstamo.

## Naturaleza jurídica
El contrato de prenda es un contrato real. Ello significa que para su perfección se exige la entrega de la cosa. Si el objeto de la prenda no fuera susceptible de entrega (prenda sin desplazamiento), como ocurre con la prenda de créditos, la perfección del contrato puede conllevar asimismo obligaciones formales (normalmente su inscripción en un registro público), que suplirían a la entrega (traditio) de la prenda con desplazamiento.

## Elementos del contrato de prenda

### Elementos de existencia
1. Consentimiento. Es el acuerdo de voluntades sobre la creación de obligaciones.
2. Objeto. El objeto jurídico directo es la creación de obligaciones; el indirecto es el dar, consistente en la transmisión temporal del objeto dado en prenda; el material es el bien mueble enajenable dado en garantía, el cual debe de existir en la naturaleza y estar dentro del comercio.

### Elementos de validez
1. Capacidad. Toda vez que con la prenda se constituye un gravamen real sobre un bien en caso de ser representante, se requiere tener las facultades de dueño, o sea, poder para actos de dominio, por lo tanto no pueden constituirla el tutor, la albacea, el padre en ejercicio de patria potestad y, en términos generales los administradores.
2. Ausencia de vicios de la voluntad. Al igual que los demás contratos se debe presentar el consentimiento el cual debe ser libre y no se debe ver afectado por circunstancias como el error, fuerza el dolo.
3. Causa lícita. Esta debe ir conforme a la Ley y si no es así el contrato será nulo.
4. Formalidades. El contrato de prenda debe otorgarse en escrito y por duplicado para que cada uno de los contratantes tenga un ejemplar. Asimismo para que surta efectos frente a terceros, es necesario que la fecha conste en forma fehaciente e indubitable, sea porque se protocolizó o ratificó ante notario o juez, o bien se inscribió en el Registro Público de la Propiedad.

Para que la prenda se tenga por perfeccionada, se requiere de la traditio, o sea la entrega ya sea real o jurídica de la cosa objeto de la prenda (pignus).

## Efectos del contrato de prenda

### Derechos del acreedor prendario
1. Derecho de retención. El acreedor tiene derecho a retener la cosa dada en prenda, mientras que no se cumpla la obligación garantizada.
2. De dar por vencido el plazo. Asimismo tiene derecho a dar por vencido anticipadamente el plazo o bien, a que la cosa que garantiza se le sustituya por otra, cuando ésta ha perdido su valor por deterioro o pérdida.
3. A la indemnización de los gastos que haya efectuado por deterioro de la cosa. Se está excluido de este derecho cuando al acreedor se le ha permitido usar la cosa objeto de la prenda.
4. De persecución y preferencia.
5. De enajenación. judicial. Es extrajudicial si se dan los supuestos señalados en el artículo 2883 del Código Civil Federal.

En este tipo de venta, es nula la cláusula que establezca que la cosa dada en prenda se pueda vender en un precio menor a la deuda.
En cuanto a la venta judicial, ésta debe realizarse en juicio, mismo en el que el acreedor puede solicitar le sean adjudicadas las dos terceras partes del valor fijado por los peritos, siempre y cuando la cosa dada en prenda no sea comprada en subasta pública.

### Obligaciones del acreedor prendario
1. Conservar la cosa. El acreedor debe conservar la cosa dada en prenda en el estado en que la recibió y no tiene derecho a usarla, salvo que lo autorice expresamente el deudor prendario.
2. Restituir la cosa. Una vez que la deuda ha sido liquidada y pagada, el acreedor tiene obligación de restituir la cosa dada en prenda.

## Extinción del contrato de prenda
Extinguido lo principal se extingue lo accesorio, ya sea por: nulidad, rescisión, confusión, dación en pago, pago, prescripción, novación, compensación, pérdida de la cosa.